# Лобань (Кирово-Чепецкий район)
 Лобань  — деревня в Кирово-Чепецком районе Кировской области в составе Просницкого сельского поселения.

## География
Расположена на расстоянии менее 3 км по прямой на юго-восток от переезда на юго-восточной окраине города Кирово-Чепецк через узкоколейную железнодорожную линию до поселка Каринторф.

## История
Известна с 1873 года как деревня Лобань (Лобанская), где дворов 15 и жителей 116, в 1905 году 16 и 80, в 1926 16 и 99, в 1950 24 и 79, в 1989 13 жителей .

## Население
Постоянное население составляло 2 человека (100% русские) в 2002 году, 10 в 2010.